# Peter J. Kairo
Peter J. Kairo (ur. 24 maja 1941 w Londiani) – kenijski duchowny katolicki, arcybiskup Nyeri w latach 2008–2017.

## Życiorys
Święcenia kapłańskie przyjął 1 listopada 1970 roku. 

## Episkopat
17 marca 1983 roku został mianowany biskupem diecezji Muanga. Sakry biskupiej udzielił mu 21 maja 1983 roku Raphael Ndingi Mwana’a Nzeki - ówczesny biskup diecezji Nakuru. W dniu 21 kwietnia 1997 roku został mianowany biskupem diecezji Nakuru. W dniu 19 kwietnia 2008 został mianowany arcybiskupem archidiecezji Nyeri. Urząd objął w dniu 14 czerwca 2008 roku.